# Steve Backley
Stephen ("Steve") James Backley OBE (Londres, 12 de fevereiro de 1969) é um antigo atleta britânico que foi recordista mundial de lançamento do dardo. Foi medalha de prata nos Jogos Olímpicos de Atlanta (em 1996) e de Sydney (em 2000).
O seu melhor registo, feito em Auckland no dia 25 de janeiro de 1992, é de 91.46 m que, ainda hoje, o coloca como oitavo melhor lançador de dardo de todos os tempos.